# Showmaster (Fernsehsendung)
Showmaster war eine Castingshow in der neue Moderationstalente gesucht wurden.
Die Sendung wurde 1992 im Hauptabendprogramm auf RTL plus ausgestrahlt. Moderiert wurde die Sendung von Werner Schulze-Erdel. Es war eine der ersten Kooperationen von RTL plus mit der holländischen Produktionsfirma Joop van den Ende Productions. Die Sendung wurde in den Niederlanden ab 1988 unter dem Titel Showmasters bei der NCRV, später bei RTL4, ausgestrahlt.
In verschiedenen Spielen mussten die Kandidaten ihr Talent unter Beweis stellen. So mussten sie etwa einen Nachrichtenblock aus dem Stegreif moderieren – als Input diente zu jeder Meldung lediglich ein vorgegebenes Wort.
In einem anderen Spiel wurde das Gesangstalent der Kandidaten geprüft.
Das Können der Kandidaten wurde zum einen von einer prominenten Jury (Rudi Carrell, Caterina Valente u. a.), zum anderen durch Televoting bewertet.
Den Gewinnern der jeweiligen Folge winkten Sachpreise – der Gewinner der finalen Sendung Martin Wirsing erhielt eine eigene TV-Show auf RTL plus, die allerdings nicht in Serie ging und arbeitet inzwischen als Moderator beim hessischen Rundfunk.
Die Kandidatin Sandy Reed (Künstlername) konnte „Showmaster“ als Sprungbrett für einen Plattenvertrag nutzen. Weitere Teilnehmer waren Knacki Deuser und Christoph Brüske, die sich beide im Anschluss in der deutschen Comedy-Szene etablieren konnten. Der jüngste Teilnehmer Charlie Martin (19) erreichte in seiner Sendung den dritten Platz und etablierte sich in der Varieté Szene unter anderem im „Roncallis Apollo Varieté“. Alexander Rüdiger, der einzige österreichische Teilnehmer, schaffte den Sprung ins öffentlich-rechtliche Fernsehen und moderierte für den ORF die Lottoziehung und seit 2007 die Sendung Money Maker, die am Marktanteil gemessen eine der erfolgreichsten Spielshows im öffentlich-rechtlichen Fernsehen ist.